# Bahnhof Liestal

Der Bahnhof Liestal ist der Bahnhof in der Kantonshauptstadt Liestal im Kanton Basel-Landschaft in der Schweiz. Er befindet sich im Eigentum der Schweizerischen Bundesbahnen.

## Geschichte

### Entstehung und Etablierung

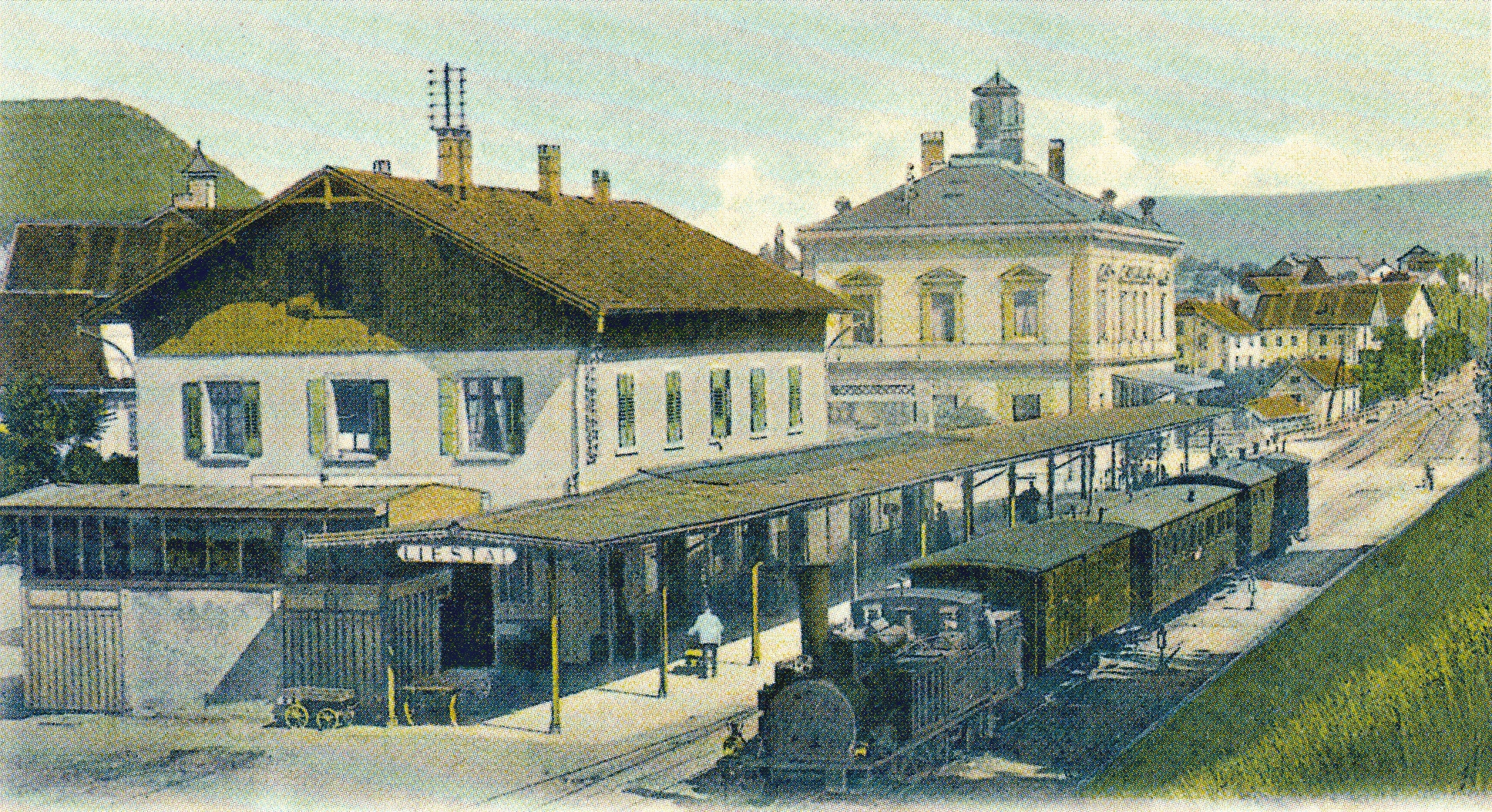
Bahnhof Liestal im Jahr 1890

Der Bahnhof entstand im Rahmen des Baus der Hauensteinstrecke zwischen Basel und Olten durch die Schweizerische Centralbahn im Jahr 1854. Diese Bahnstrecke ist eine der ältesten der Schweiz. Im Jahr 1880 wurde der Bahnhof durch den Bau der Waldenburgerbahn an eine zweite, regionale Bahnstrecke angeschlossen. Früh wurden ausserdem diverse Buslinien in Betrieb genommen. Die Linie nach Reigoldswil wurde 1905 eröffnet und gilt als älteste konzessionierte Buslinie des Landes. Der Bahnhof ist ein regionaler Verkehrsknotenpunkt.

### Ausbau seit 2019

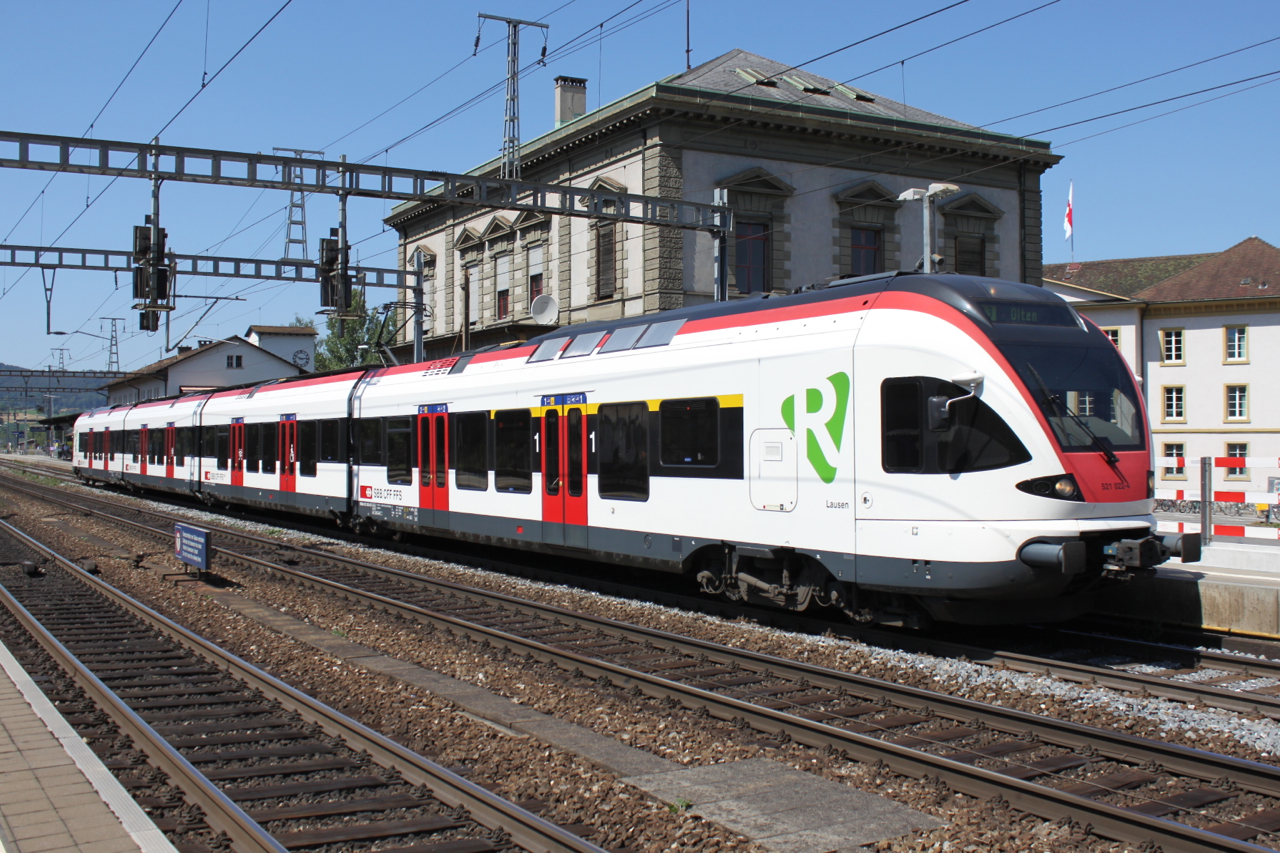
Stadler Flirt der S-Bahn Basel im Bahnhof Liestal

Der Bahnhof Liestal war mit drei Gleisen und zwei Perronkanten an seine Kapazitätsgrenzen gestossen. Daher wurde er seit 2019 ausgebaut. Er erhielt zusätzlich einen Mittelperron und das alte Stumpfgleis im Norden wurde zu einem S-Bahn-Wendegleis umgebaut. Die nördliche Unterführung wurde weiter nach Norden verschoben, um die langen Perrons und die neue Veloabstellanlage auf der Westseite des Bahnhofs besser zu erschliessen. Als Resultat des Ausbaus verfügt der Bahnhof somit über insgesamt fünf SBB-Gleise. Die Bahnstrecke wird ausserdem auf beiden Seiten des Bahnhofs ausgebaut um mehr Zugskreuzungen zu ermöglichen. Zur Aufwertung liessen die SBB auf dem Bahnhofsareal zwischen Anfang 2022 und Ende 2024 zusätzlich drei neue Gebäude errichten, die überwiegend Büros enthalten sollen. Am 27. März 2025 übergaben die SBB das neue Bahnhofareal symbolisch an die Stadt. Der ganze Umbau sollte gemäss Planung etwa 365 Millionen Franken kosten.
Parallel dazu wurde auch die Waldenburgerbahn erneuert und von 750 mm auf Meterspur umgebaut. Zum Fahrplanwechsel im Dezember 2022 wurde die Schmalspurbahn ab dem neuen Perron in Betrieb genommen. Dieses Perron wird offiziell als «Kante 5» gekennzeichnet im Gegensatz zu den anderen Bahnsteigen, die als «Gleis» gekennzeichnet sind. Der Grund für diese Besonderheit: die Züge der Waldenburgerbahn gelten seit der Neuinbetriebnahme als Trams, deren Haltestellen analog zu Bussen als «Kanten» definiert sind.

## Ausstattung
Der Bahnhof Liestal beherbergt mehrere kleinere Läden, einen Kiosk und Cafés. Er ist durchgehend rollstuhlgängig und verfügt über bediente Fahrkartenschalter, Geldwechsel und freies WLAN. Auch ein Taxistand befindet sich auf dem Bahnhofsgelände. Reisende nach Zürich Flughafen können ihr Gepäck am Bahnhof aufgeben.

## Betrieb
Im Bahnhof Liestal verkehren zahlreiche regionale, überregionale und sogar internationale Züge.
Im regionalen Busverkehr spielt der Bahnhof Liestal eine zentrale Rolle.

### Fernverkehr

#### National
- 6 Basel SBB – Liestal – Olten – Bern – Brig   ( oder ) ( oder FZ) BZ FS RZ
- 61 Basel SBB – Liestal – Olten – Bern – Interlaken Ost   ( oder ) ( oder FZ) BZ FS RZ
- 27 Basel SBB – Liestal – Olten – Luzern
- 37 Basel SBB – Liestal – Olten – Aarau – Zürich HB

#### International
- Milano Centrale – Bern – Olten – Liestal – Basel SBB    TT (Pro Tag hält nur ein Zug der Linie und nur in die angegebene Richtung)
- Interlaken Ost – Olten – Liestal – Basel SBB – Freiburg (Breisgau) – Karlsruhe – Köln – Düsseldorf – Bremen – Hamburg-Altona     (Pro Tag ein Zug)
- Interlaken Ost – Olten – Liestal – Basel SBB – Freiburg (Breisgau) – Frankfurt (Main) – Braunschweig – Berlin Ostbahnhof

### Regionalverkehr

#### Bahn
- S 3 Porrentruy – Delémont – Laufen – Basel Dreispitz – Basel SBB – Liestal – Sissach – Olten (S-Bahn-Basel)
- 19 Liestal, Bahnhof – Liestal, Gräubern – Bad Bubendorf – Hölstein – Waldenburg (Waldenburgerbahn)

#### Bus
Von der AAGL betriebene Linien:

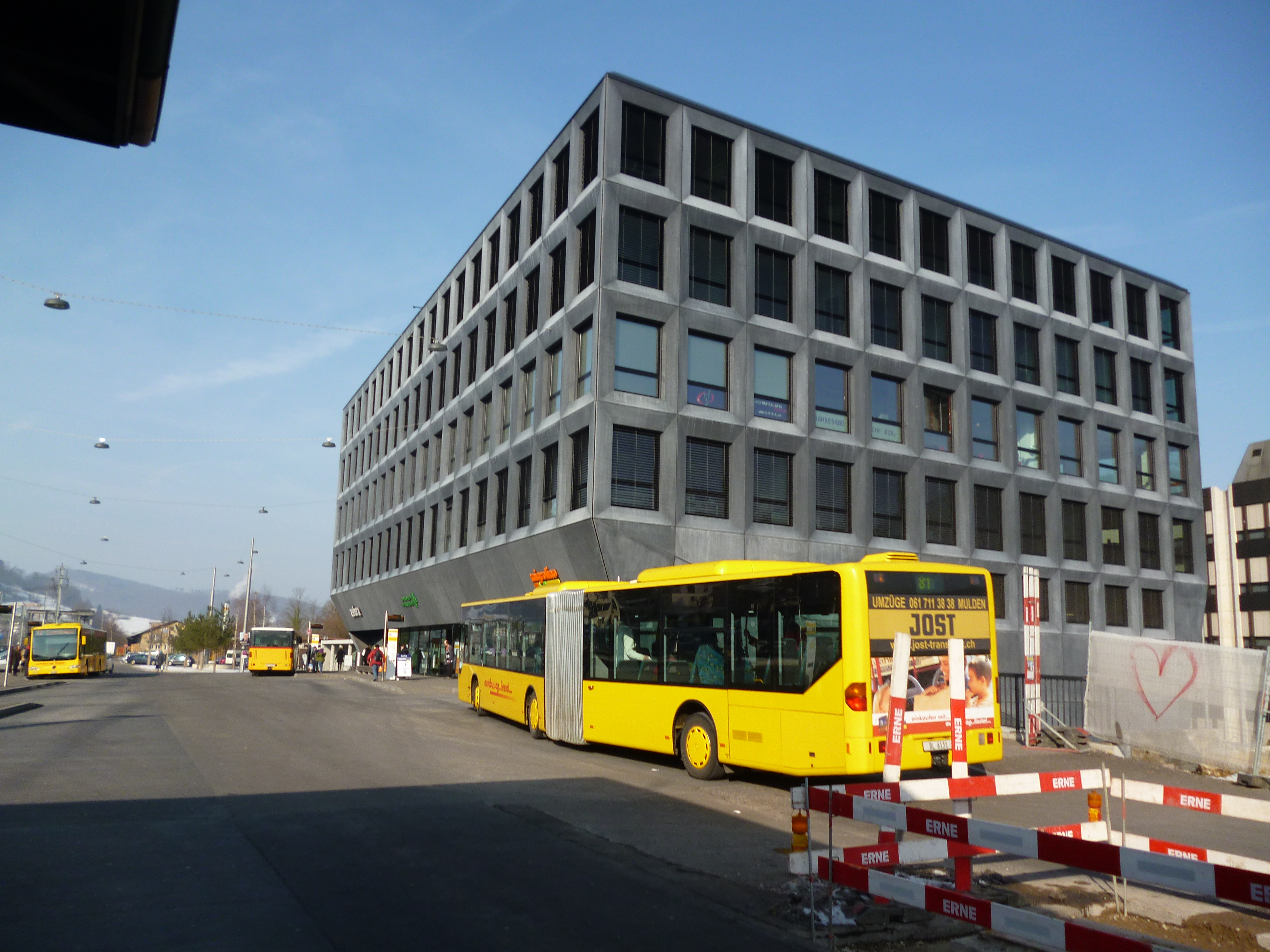
Der Bahnhofsplatz mit wartenden AAGL- und Postauto-Busse

- 70 Liestal, Bahnhof – Liestal, Gräubern – Bad Bubendorf – Ziefen – Reigoldswil
- 71 Liestal, Bahnhof – Liestal, Gräubern – Bad Bubendorf – Arboldswil – Titterten – Reigoldswil – Lauwil – Bretzwil
- 72 Lupsingen – Seltisberg – Liestal, Bahnhof – Hersberg – Arisdorf – Giebenach – Kaiseraugst – Augst
- 76 Frenkendorf-Füllinsdorf, Bahnhof – Liestal, Kantonsspital – Liestal, Bahnhof – Liestal, Altmarkt – Lausen, Bahnhof Nord – Lausen, Furlen
- 78 Frenkendorf, Friedhof – Frenkendorf-Füllinsdorf, Bahnhof – Liestal, Kessel – Liestal, Bahnhof – Lausen, Bahnhof Süd – Lausen, Stutz
- 80 Liestal, Bahnhof – Liestal, Kantonsspital – Füllinsdorf, Schönthal – Pratteln – Muttenz, Schweizerhalle – Basel, Aeschenplatz
- 81 Liestal, Bahnhof – Liestal, Kantonsspital – Füllinsdorf, Schönthal – Augst – Muttenz, Schweizerhalle – Basel, Aeschenplatz

Von Postauto betriebene Linien:
- 73 Liestal, Bahnhof – Nuglar – St. Pantaleon – Büren
- 111 Liestal, Bahnhof – Büren – Seewen – Bretzwil – Nunningen – Breitenbach – Laufen, Bahnhof

### Geplante Verbindungen
Die trinationale S-Bahn Basel soll neu aufgegleist und bereits 2025 durch Einführung einer neuen S-Bahn-Linie zwischen Liestal und Basel der Viertelstundentakt realisiert werden.
- S 2  Liestal – Pratteln – Basel SBB

Bis 2030 sollen weitere Ausbaumassnahmen im Bahnknoten Basel folgen, so zum Beispiel der neue Flughafenbahnhof EuroAirport. Dadurch können die S-Bahn-Linien allgemein neu verknüpft und zwischen Frankreich und der Schweiz neue S-Bahn-Direktverbindungen eingeführt werden. Für den Horizont 2030 sind folgende S-Bahn-Linien ab und über Liestal vorgesehen:
- S 2  Liestal – Pratteln – Basel SBB – St. Louis – EuroAirport – Sierentz – Mulhouse
- S 3  Aesch – Dornach-Arlesheim – Basel SBB – Pratteln – Liestal – Gelterkinden – Sissach – Olten – Zofingen